# Go Arisue
Go Arisue (有末 剛, Arisue Gō) est un bakushi (artiste professionnel du bondage japonais). 

## Biographie
Né en 1954, inspiré par les légendaires peinture de Seiu Ito et le travail d'Akira Minomura, Go Arisue manifeste très tôt un intérêt pour l'art d'attacher : le kinbaku (Bondage japonais).
Sa carrière commence dans les années 1970. Il travaille pour des magazines BDSM comme SM select ou SM Fan. Il exécute aussi des Shibari pour des films, y compris la romance érotique Angel Guts: "Akai Nawa Hateru Made" de Suzuki Junichi en 1987.
En 2004, il travaille pour le film Hana to Hebi 2004 (Fleur et serpent), de Takashi Ishii, basé sur la nouvelle BDSM de Oniroku Dan. C'est un remake du film 1974 partageant son titre. Il est aussi vedette dans Bakushi, un documentaire sur l'art des cordes au Japon, de Ryūichi Hiroki.
Aujourd'hui Arisue Go vit à Tokyo, travaille comme expert du kinbaku (artiste, enseignant et écrivain), donnant parfois des séminaires à l'étranger.

## Production
- Kinbakushi A's Ecstasy And Gloom, Ohta Publishing, 2008
- Arisue's Kinbaku Theory and Practices, Sanwa Publishing, 2008
- Kinbaku Mind and Techniques 1, Jugoya, 2009
- Kinbaku Mind and Techniques 2 (Floor Works 1), Jugoya, 2009